# Ворвань

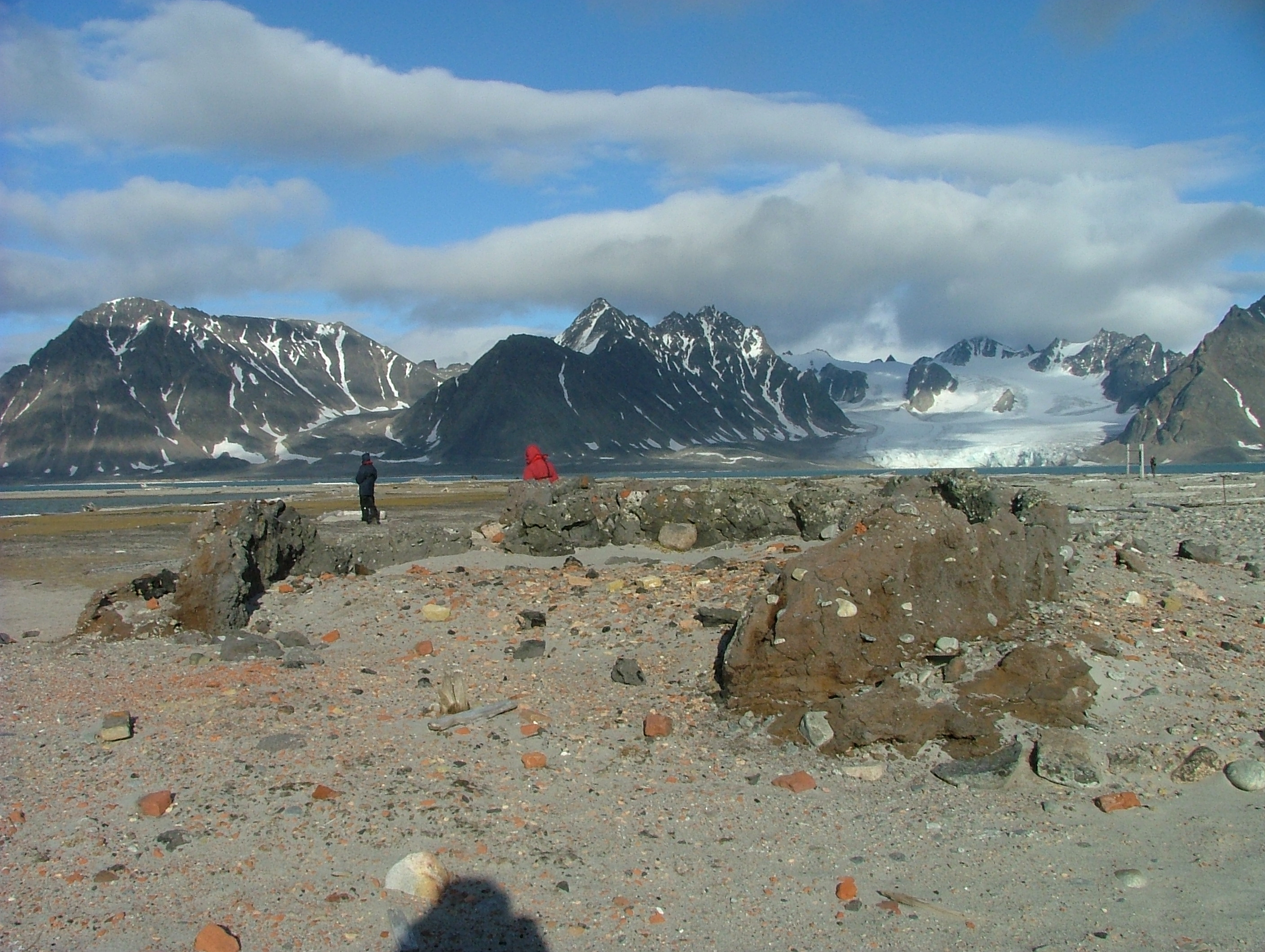
Остатки гигантского котла для вытапливания ворвани
неподалёку от старого голландского поселения XVII века Смееренбург на Шпицбергене, Норвегия

Во́рвань (др.-рус. ворвонь, «китовое сало, китовая шкура», вероятно, от древнешведского narhval «кит») — устаревший термин, которым называли жидкий жир, добываемый из сала морских млекопитающих (китов, тюленей, белух, моржей, дельфинов), а также белого медведя и рыб. Сейчас обычно употребляется термин «жир»: китовый жир, тюлений жир, тресковый жир и т. п.
Древнерусское слово ворвонь использовалось с XV—XVI вв. В XVI—XVII веках на Руси так называли шкуры тюленей и вообще морских млекопитающих. Слово въръвонѣ встретилось в берестяной грамоте № 1116, найденной в Новгороде в Троицком раскопе в слое первой половины XII века.
Основные компоненты — сложные эфиры глицерина и жирных кислот.

## Получение
У всех ластоногих, китообразных и сирен под кожей залегает толстый слой жира, который покрывает всё тело за исключением конечностей. Масса его у отдельных видов достигает 50 % от общей массы тела. Подкожный жировой слой выполняет как функцию термоизоляции, защищая морское животное от переохлаждения, так и повышает плавучесть и обтекаемость очертаний тела. Виды, совершающие дальние миграции (например, горбатый кит), во время перекочёвок живут на запасах подкожного жира.
Ворвань, добываемая из водных млекопитающих, имела жёлтый или бурый цвет и неприятный запах. Её получали методом вытопки, и она представляла собой один из основных продуктов китобойного промысла. Такую выварную ворвань называли «варенец». Более чистая ворвань — «сыроток, сыротоп», вытекающая вследствие солнечного жара. На Каспийском море ворвань из чёрной или частиковой рыбы добывалась методом перегнойки.

## Применение
Ворвань по сей день является одним из традиционных пищевых продуктов некоторых народов Севера (эскимосов и т. д.).
Применялась также для освещения, как в каменных лампах народов Севера, так и в уличных фонарях. Используется при производстве сыромятной кожи и замши и идёт на смазочные материалы и горючее. 